# Lučine
Lučine so naselje v Občini Gorenja vas - Poljane. Vas leži na nadmorski višini 639 m. Naselje je dokaj strnjeno in sestavljeno iz stanovanjskih hiš ter gospodarskih poslopij. V vasi stojita župnijska cerkev sv. Vida in podružnična šola. Kratko zgodovino kraja in župnije je leta 1915 popisal  Anton Dolinar. Leta 2011 je izšla knjiga rojaka Toneta Koširja, z naslovom Življenje na Lučinskem skozi stoletja. V bližnjem Zadobju je bil rojen misijonar med Indijanci v Severni Ameriki Frančišek Buh, v Lučinah pa slikar Matija Bradaška. Pri Kovaču v Lučinah je delovala znana urarska delavnica (glej: Urarski rod Oblakov ).  